# مارتن كيني
مارتن كيني (بالإنجليزية: Martin Kenny)‏ هو سياسي أيرلندي، ولد في 1 أكتوبر 1971. حزبياً، نشط في شين فين. في 2016 Irish general election ‏، انتخب نائب دييل عن دائرة Sligo–Leitrim ‏ وقد انضم خلال فترته النيابية ‏ (10 مارس 2016 – ) للكتلة البرلمانية شين فين.